# Берк (Вісконсин)
Берк (англ. Burke) — місто (англ. town) в США, в окрузі Дейн штату Вісконсин. Населення — 3265 осіб (2020).

## Демографія
Згідно з переписом 2010 року, у місті мешкали 3284 особи в 1244 домогосподарствах у складі 933 родин. Було 1301 помешкання
Расовий склад населення:
| - 92,2 % — білих - 2,5 % — азіатів - 2,3 % — чорних або афроамериканців - 0,3 % — корінних американців - 1,0 % — осіб інших рас |

До двох чи більше рас належало 1,7 %. Частка іспаномовних становила 2,6 % від усіх жителів.
За віковим діапазоном населення розподілялося таким чином: 23,9 % — особи молодші 18 років, 64,0 % — особи у віці 18—64 років, 12,1 % — особи у віці 65 років та старші. Медіана віку мешканця становила 42,5 року. На 100 осіб жіночої статі у місті припадало 101,0 чоловіків;  на 100 жінок у віці від 18 років та старших — 100,2 чоловіків також старших 18 років.
Середній дохід на одне домашнє господарство  становив 101 946 доларів США (медіана — 83 824), а середній дохід на одну сім'ю — 105 654 долари (медіана — 87 716). Медіана доходів становила 53 547 доларів для чоловіків та 39 498 доларів для жінок. За межею бідності перебувало 0,5 % осіб, у тому числі 0,0 % дітей у віці до 18 років та 0,0 % осіб у віці 65 років та старших.
Цивільне працевлаштоване населення становило 1929 осіб. Основні галузі зайнятості: освіта, охорона здоров'я та соціальна допомога — 19,3 %, виробництво — 13,9 %, фінанси, страхування та нерухомість — 13,9 %.